# Marie-Thérèse Coenen
Pour les articles homonymes, voir Coenen.
Marie-Thérèse Coenen est une femme politique belge née à Louvain le 12 février 1955.

## Biographie
Elle est élue à la Chambre des représentants le 13 juin 1999 en tant que députée Ecolo de la circonscription électorale Bruxelles-Hal-Vilvorde. Elle siège jusqu'au 10 avril 2003, date de la fin de la 50e législature de la Chambre.